# Косимобод
Косимобод (тадж. Қосимобод) — село в районе Рудаки Республики Таджикистан. Входит в состав джамоата (сельской общины) Лохур района Рудаки.
Находится на расстоянии 15 км от райцентра (пгт. Сомониён) и 6 км от центра общины (село Лохур).
Население — 2149 чел. (2017).